# Mzoura
Mzoura (franska: Mzoura (CR), Mzoura (Commune Rurale), arabiska: مشرع بن عبو) är en kommun i Marocko.   Den ligger i provinsen Settat och regionen Casablanca-Settat, i den norra delen av landet, 170 km sydväst om huvudstaden Rabat. Antalet invånare är 10 194.